# Герайзаде, Вагиф Азизага оглы
Вагиф Азизага оглы Герайзаде (азерб. Vaqif Əzizağa oğlu Gərayzadə; род. 27 марта 1961, Баку) — азербайджанский композитор, Заслуженный деятель искусств Азербайджана (2011). Сыграл большую роль в становлении таких исполнителей азербайджанской эстрады, как народные артистки Азербайджана Бриллиант Дадашева, Айгюн Кязимова, Зульфия Ханбабаева, заслуженная артистка Алмаз Алескерова, молодых исполнителей Ройа Айхан, Натаван Хабиби, Эльнара Халилова, участники группы «Шерон», Хайам Нисанов, Арзу Гасанли и другие.
В семье двое детей. Является преподавателем Университета искусства и культуры Азербайджана.
За его плечами целая плеяда современных певцов азербайджанской эстрады (его ученики).
Его произведения в исполнении известных исполнителей является победителями ряда музыкальных конкурсов, таких как Азия Дауысы (Голос Азии). Славянский базар (в разные года).
Вагиф Герайзаде также известен как автор ряда инструментально-джазовых композиций, например, альбом «Ориенталь», где собраны лучшие его произведения.